# Thạnh An, Cần Thơ
Thạnh An là một xã thuộc thành phố Cần Thơ, Việt Nam.

## Địa lý
Xã Thạnh An có vị trí địa lý:
- Phía đông giáp xã Thạnh Quới
- Phía tây và phía bắc giáp tỉnh An Giang
- Phía nam giáp xã Thạnh Phú.

Xã Thạnh An có diện tích 85,97 km², dân số năm 2024 là 30.682 người, mật độ dân số đạt 356 người/km².

## Lịch sử
Ngày 20 tháng 9 năm 1975, Bộ Chính trị ban hành Nghị quyết số 245-NQ/TW về việc hợp nhất tỉnh Cần Thơ (ngoại trừ huyện Thốt Nốt), tỉnh Sóc Trăng, tỉnh Trà Vinh, tỉnh Vĩnh Long thành một tỉnh, tên gọi tỉnh mới cùng với nơi đặt tỉnh lỵ sẽ do địa phương đề nghị lên.
Ngày 20 tháng 12 năm 1975, Bộ Chính trị ban hành Nghị quyết số 19/NQ về việc hợp nhất tỉnh Cần Thơ (bao gồm cả huyện Thốt Nốt của tỉnh Long Xuyên), tỉnh Sóc Trăng thành một tỉnh mới, tên gọi tỉnh mới cùng với nơi đặt tỉnh lỵ sẽ do địa phương đề nghị lên.
Ngày 24 tháng 2 năm 1976, Chính phủ Cách mạng lâm thời Cộng hòa miền Nam Việt Nam ban hành Nghị định số 3/NQ/1976 về việc hợp nhất tỉnh Cần Thơ, tỉnh Sóc Trăng và thành phố Cần Thơ thành một tỉnh mới, lấy tên là tỉnh Hậu Giang.
Ngày 15 tháng 9 năm 1981, Hội đồng Bộ trưởng ban hành Quyết định số 70-HĐBT về việc chia xã Thạnh An thuộc huyện Thốt Nốt thành xã Thạnh An và xã Thạnh Thắng.
Ngày 26 tháng 12 năm 1991, Quốc hội ban hành Nghị quyết về việc chia tỉnh Hậu Giang thành tỉnh Cần Thơ và tỉnh Sóc Trăng.
Ngày 4 tháng 8 năm 2000, Chính phủ ban hành Nghị định số 28/2000/NĐ-CP về việc thành lập thị trấn Thanh An thuộc huyện Thốt Nốt trên cơ sở 185,51 ha diện tích tự nhiên và 3.000 nhân khẩu của xã Thạnh Thắng; 1.595,1 ha diện tích tự nhiên và 9.157 nhân khẩu của xã Thạnh An.
Sau khi điều chỉnh địa giới hành chính:
- Thị trấn Thạnh An thuộc huyện Thốt Nốt có 1.781,61 ha diện tích tự nhiên và 12.157 nhân khẩu.
- Xã Thạnh Thắng thuộc huyện Thốt Nốt có 6.626,48 ha diện tích tự nhiên và 18.913 nhân khẩu.

Ngày 26 tháng 11 năm 2003, Quốc hội ban hành Nghị quyết số 22/2003/QH11 về việc chia tỉnh Cần Thơ thành thành phố Cần Thơ trực thuộc trung ương và tỉnh Hậu Giang.
Ngày 2 tháng 1 năm 2004, Chính phủ ban hành Nghị định số 05/2004/NĐ-CP về việc:
- Thành lập huyện Vĩnh Thạnh thuộc thành phố Cần Thơ.
- Chuyển thị trấn Thạnh An và xã Thạnh Thắng thuộc huyện Thốt Nốt về huyện Vĩnh Thạnh mới thành lập quản lý.

Ngày 23 tháng 12 năm 2008, Chính phủ ban hành Nghị định số 12/NĐ-CP về việc thành lập xã Thạnh Lợi thuộc huyện Vĩnh Thạnh trên cơ sở điều chỉnh 4.323,81 ha diện tích tự nhiên và 10.472 nhân khẩu của xã Thạnh Thắng.
Sau khi điều chỉnh địa giới hành chính, xã Thạnh Thắng còn lại 2.327,02 ha diện tích tự nhiên và 7.124 nhân khẩu.
Ngày 12 tháng 6 năm 2025, Quốc hội ban hành Nghị quyết số 202/2025/QH15 về việc sắp xếp đơn vị hành chính cấp tỉnh (nghị quyết có hiệu lực từ ngày 12 tháng 6 năm 2025). Theo đó, sáp nhập tỉnh Hậu Giang và tỉnh Sóc Trăng vào thành phố Cần Thơ.
Ngày 16 tháng 6 năm 2025:
- Quốc hội ban hành Nghị quyết số 203/2025/QH15[14] về việc Sửa đổi, bổ sung một số điều của Hiến pháp nước Cộng hòa xã hội chủ nghĩa Việt Nam. Theo đó, kết thúc hoạt động của đơn vị hành chính cấp huyện trong cả nước từ ngày 1 tháng 7 năm 2025.
- Ủy ban Thường vụ Quốc hội ban hành Nghị quyết số 1668/NQ-UBTVQH15[1] về việc sắp xếp các đơn vị hành chính cấp xã của thành phố Cần Thơ năm 2025 (nghị quyết có hiệu lực từ ngày 16 tháng 6 năm 2025). Theo đó, thành lập xã Thạnh An thuộc thành phố Cần Thơ trên cơ sở toàn bộ 43,82 km² diện tích tự nhiên, quy mô dân số là 9.335 người của xã Thạnh Lợi; toàn bộ 23,50 km² diện tích tự nhiên, quy mô dân số là 7.320 người của xã Thạnh Thắng và toàn bộ 18,65 km² diện tích tự nhiên, quy mô dân số là 14.027 người của thị trấn Thạnh An thuộc huyện Vĩnh Thạnh.

Xã Thạnh An có 85,97 km² diện tích tự nhiên và quy mô dân số là 30.682 người.